# Semiarrianismo
El semiarrianismo fue una posición respecto a la relación entre Dios Padre y Dios Hijo, adoptada por algunos cristianos en el siglo IV. Si bien la doctrina modificó algunas de las enseñanzas del arrianismo, siguió rechazando la doctrina de que Padre, Hijo y Espíritu Santo son coeternos y de la misma sustancia, o consustanciales, y por tanto fue considerada herética por los cristianos nicenos. 
Arrio sostenía que Padre, Hijo y Espíritu Santo eran tres esencias o sustancias (ousía) diferentes y que el Hijo y el Espíritu Santo derivaban su divinidad del Padre, que eran creados e inferiores a la divinidad del Padre (subordinacionismo). Los semiarrianos afirmaban que el hijo era «de una sustancia similar» (homoiousios) al Padre, pero no «de la misma sustancia» (homoousios). De ahí que los semiarrianos también hayan sido llamados homoiousianos (u homeusianos).

## Cuadro comparativo de las diferentes tendencias del arrianismo en elsigloIVd.C.
| Nombre                        | Carácter                   | Definición doctrinal | Principales representantes                                                             | Observaciones |
| ----------------------------- | -------------------------- | --- | -------------------------------------------------------------------------------------- | --- |
| Homoiousianos (u homeusianos) | Moderados (semiarrianismo) | El Dios Hijo (el Logos) es de una substancia semejante (homoioúsios) al Padre                                                                                       | Basilio de Ancira, Jorge de Laodicea                                                   | Acercamiento a la posición de los nicenos que defienden que el Padre y el Hijo son de la misma substancia (homooúsios)                   |
| Homeos                        | Moderados                  | El Hijo es semejante (homoíos) al Padre, pero no en la substancia.                                                                                                  | Acacio de Cesarea, Ursacio de Singidunum, Valente de Mursa                             | Posición intermedia entre los homoiousianos y los anomeos (o heterousianos). Contaron con el apoyo decisivo del emperador Constancio II. |
| Anomeos o Heterousianos       | Radicales                  | El Hijo, en cuanto a la esencia, es completamente desigual (anomoios) del Padre. Subordinacionismo radical: el Hijo en posición de inferioridad respecto del Padre. | Aecio de Antioquía, Eunomio, Marcelo de Ancira, Foción de Sirmio, Eusebio de Nicomedia | Llevan a su extremo las tesis de Arrio                                                                                                   |

## Historia
Semiarranismo es un nombre que frecuentemente se da a la posición trinitaria de una parte de la iglesia cristiana oriental del siglo IV, para distinguirla del arrianismo estricto, cuyos partidarios son conocidos también como heterousianos o anomeos. Sus representantes más destacados fueron Basilio de Ancira y Jorge de Laodicea.
El semiarrianismo nace de una posición de compromiso posterior al I Concilio de Nicea, en el que se condenó al arrianismo como herejía. Muchos cristianos asumieron un punto de vista intermedio en el que permanecían en comunión con los arrianos sin adoptar el propio arrianismo. Se propusieron varias fórmulas para llegar a un compromiso entre el homooúsios (de una misma substancia) del Credo niceno y las enseñanzas arrianas.
En el Concilio de Antioquía de 341 se propuso un credo que no era excepcional salvo porque omitía la fórmula nicena «de Una Substancia» (homooúsios). Después de la derrota de Magnencio en Mursa en 351, Valente, obispo de esa ciudad, se convirtió en director espiritual del emperador Constancio II. En 355 Valente de Mursa y Ursacio de Singidunum  consiguieron que se exiliara a los confesores occidentales, Eusebio de Vercelli, Lucifer de Cagliari, Liberio e Hilario de Poitiers. En 357 lanzaron un segundo credo de Sirmio, o «fórmula del homoíos»,  en la que tanto homoousios como homoiousios fueron rechazadas. Por ello fueron conocidos como los homeos.
El sínodo de Ancira publicó una carta en la que recitaban el Credo de Antioquía (341), añadiendo explicaciones contra la «desemejanza» (anomoios)  del Hijo respecto al Padre enseñada por los anomeos (de anomoios) y demostrando que el propio nombre de padre implica un hijo de sustancia parecida (homoiousios). Se añaden anatemas en la que el anomoanismo es condenado explícitamente y la enseñanza del «parecido de sustancia» reforzado. El emperador envió una carta (Sozomeno, IV, xiv) declarando que el Hijo era «como el Padre en sustancia» (homoíos), y condenando a los arrianos de Antioquía.
El 22 de mayo (Hilary, "Fragment. xv") de 359, en Sirmio, se diseñó una confesión de fe, ridiculizada con el nombre de «credo anticuado». Se rechazó el arrianismo pero no se admitió el homoios kata ten ousian y la expresión kata panta homoios («semejante en todas las cosas») fue sustituida. Basilio quedó disgustado, y añadió a su firma la explicación de que las palabras «en todas las cosas» significa no solo en voluntad, sino en existencia y ser (kata ten hyparxin kai kata to einai). No contento con esto, Basilio, Jorge de Laodicea y otros publicaron una explicación conjunta (Epiph., lxxiii, 12-22) de que «en todas las cosas» incluía la «substancia».
El partido de la corte organizó que se celebraran dos concilios, uno en Rímini (Italia) y otro en Seleucia en este último lugar, en 359, los semiarrianos eran mayoría, estando apoyados por hombres como Cirilo de Jerusalén, su amigo Silvano de Tarso e incluso Hilario de Poitiers, pero fueron incapaces de obtener sus pretensiones. Basilio, Silvano y Eleusio, por lo tanto, marcharon como enviados a Constantinopla, donde se celebró un concilio en 360, que siguió a Rímini al condenar homoiousios junto con homoousios, y permitió homoios solo, sin añadidos. Esta nueva frase fue invención de Acacio de Cesarea, quien ahora abandonó a los arrianos extremistas y se convirtió en líder del partido homeo. Procuró el exilio de Macedonio, Eleusio, Basilio, Eustaquio, Silvano, Cirilo y otros.
Constancio murió a finales de 361. Con el emperador Juliano regresaron los exiliados. Basilio posiblemente estaba ya muerto. Macedonio organizó un partido que confesaba que el Hijo era kata panta homoios, mientras que declaraba que el Espíritu Santo era ministro y servidor del Padre y una criatura. Eleusio se le unió, y así lo hizo también Eustaquio por un tiempo. Este resto del partido semiarriano celebró sínodos en Zele y otros lugares. El ascenso de Joviano, que era niceno, indujo al versátil Acacio, con Melecio de Antioquía y veinticinco obispos, a aceptar la fórmula nicena, añadiendo una explicación de que los Padres Nicenos querían decir con homoousios solo homoios kat ousian; así, Acacio había retomado la fórmula original de los semiarrianos. En 365 los macedonios se reunieron en Lámpsaco con la presidencia de Eleusio, y condenaron los concilios de Ariminum y Antioquía (en 360), afirmando de nuevo la semejanza en substancia. Pero las amenazas del emperador arriano Valente hicieron que Eleusio firmara un credo arriano en Nicomedia en 366. Regresó a su diócesis lleno de remordimiento, y suplicó que se eligiera a otro obispo, pero sus diocesanos le impidieron dimitir.
Occidente estaba en paz con Valentiniano I así que enviados semiarrianos pidieron al emperador y al obispo de Roma que los ayudasen. El obispo Liberio rechazó verlos hasta que le presentaran una confesión de fe que incluyera la fórmula nicena. No parece ser consciente de que el partido en aquel momento rechazaba la divinidad del Espíritu Santo; pero esto quizá no era verdad en el caso de Eustaquio y Silvano. Al regreso de los legados, los documentos que trajeron fueron recibidos con gran alegría por un sínodo en Tiana que abrazó la fe nicena. Pero otro sínodo en Caria aún rechazó el homoioúsios.
Para el año 381, a los semiarrianos se les llamaba «binitarianos» y se les condenó oficialmente, porque, aunque rechazaban el punto de vista arriano de que Cristo fue creado y tenía una naturaleza diferente a Dios, no aceptaban el credo niceno que afirmaba que Cristo era de la misma substancia (homoousios) que el Padre. Los semiarrianos enseñaban que Cristo era similar (en griego, homoios) al Padre, o de substancia similar (homoiousios), pero aún subordinado.
Para el resto de la historia de los semiarrianos, desde entonces llamados también macedonios, véase pneumatomaquia.